# 安田喜代門
安田 喜代門（やすだ きよもん、1896年（明治29年）8月10日 - 1980年（昭和55年）4月7日）は、日本の国語学者。
主著『国文法概論』で新たに「感動助詞」という分類を作った。

## 人物
1896年（明治29年）8月10日に兵庫県津名郡五色町鮎原西（現、洲本市鮎原西）に父金吉、母すみの長男として生まれる。鮎原村立小学校、洲本中学校を卒業後、1916年（大正5年）9月に國學院大學に入学。1919年（大正8年）7月に同大学師範部国語漢文科を卒業した。
教員として静岡県立浜松中学校、兵庫県立洲本中学校、山梨県立日川中学校、岐阜県立武義中学校に勤務。1925年（大正14年）に福岡高等学校助教授。1930年（昭和5年）福岡高等学校（現在の九州大学）教授。1951年（昭和26年）に大東文化大学教授となる。

## 著書
- 国語法概説 (1928年)